# Détruire, dit-elle (film)
Pour plus de détails, voir Fiche technique et Distribution.
Détruire, dit-elle est un film de Marguerite Duras, sorti en 1969. Il s'agit de l'adaptation de son roman éponyme publié la même année aux éditions de Minuit.

## Résumé
« Détruire, dit-elle est un quatuor. L'héroïne, Elizabeth Alione, enfoncée dans une profonde mélancolie qu'elle traîne dans les couloirs, le parc et la salle à manger d'un hôtel, faible, alanguie, ouverte, Alissa, dure, belle, féroce, sensuelle, affranchie des convenances. Deux femmes en apparence si loin l'une de l'autre. Max Thor et Stein, deux intellectuels, voyeurs, chasseurs, destructeurs. Chacun se noie dans le désir de l'autre. Max Thor dans celui de Stein, Elizabeth dans celui d'Alissa. Les deux hommes, amants d'Alissa, sont tous deux épris d'Elizabeth, leur nouvelle proie. Détruire, dit-elle célèbre le culte du néant sur fond de voyeurisme. Tout est décrit sur fond d'absence. Un brouillard enveloppe les personnages qui se débattent maladroitement pour continuer à vivre. Duras le dit elle-même : "J'ai voulu montrer un monde plus tard, après Freud, un monde qui aurait perdu le sommeil". »

— Laure Adler, Marguerite Duras

## Fiche technique
- Titre : Détruire, dit-elle
- Réalisation : Marguerite Duras
- Scénario et dialogues : Marguerite Duras
- Photographie : Jean Penzer
- Montage : Henri Colpi
- Son : Luc Perini
- Pays :  France
- Productrice : Nicole Stéphane
- Production : Ancinex - Madeleine Films
- Durée : 100 minutes
- Format : Noir et blanc
- Date de sortie : décembre 1969

## Distribution
- Catherine Sellers : Elisabeth Alione
- Michael Lonsdale : Stein
- Henri Garcin : Max Thor
- Nicole Hiss : Alissa
- Daniel Gélin : Bernard Alione

## Réception critique
Dans Le Nouvel Observateur, Philippe Sollers évoque « le grand bouleversement formel » que porte ce « film très sexuel avec ce très beau final où le défoncement qui arrive très soudainement, le bruit et la musique qui indiquent comme une sorte d'orgasme terminal, une sorte de décharge finale. » Le Monde parle quant à lui d'un « film ténébreux, vénéneux, vertigineux », tout en avouant qu'il faut une bonne dose de courage pour s'enfoncer dans ses méandres et beaucoup de persévérance pour ne pas quitter la salle. La revue Jeune Cinéma défend quant à elle cette « superbe audace visuelle » et cette « tentative réussie d'approcher la vérité. »
Toutefois, dans Le Figaro, le film est critiqué pour l'ennui qu'il provoque chez le spectateur et le narcissisme de son propos. La Quinzaine littéraire évoque elle aussi le laconisme du ton et souligne le manque de sérieux des thèses politiques proposées. Hubert Arnault, dans La Revue du cinéma, estime que « Marguerite Duras use d'un registre expressif très personnalisé par un hermétisme absolu » et que « tout au long de ce discours dément ne surgit qu'une impuissance créatrice ».

## Édition
- Détruire, dit-elle suivi de Marguerite Duras : à propos de Détruire, dit-elle, DVD , éditions Benoît Jacob.